# 伍廷颺
伍 廷颺（ご ていよう）は、中華民国の軍人・政治家。新広西派（新桂系）に属し、黄紹竑の側近的存在と目される。字は展空。

## 事跡
広西武備学堂を卒業し、国民革命軍第15軍第1師師長にまで昇進している。
1927年（民国16年）7月、伍廷颺は広西省政府委員に転じ、8月には同省建設庁庁長をつとめた。1929年（民国18年）5月、黄紹竑の後任として暫時ながら広西省政府主席に任じられた。7月には中国国民党広西省党部執行委員となったが、まもなく黄紹竑とともに広西省を退出した。1931年（民国20年）2月に、黄紹竑が一時的に広西善後督弁に返り咲いた際にも、伍廷颺は広西善後会弁に任じられている。
1934年（民国23年）12月、黄紹竑が浙江省政府主席に任じられる。伍廷颺は、その翌年12月に同省政府委員兼建設庁長に任じられ、黄紹竑を再び補佐した。1936年（民国25年）12月、黄紹竑が湖北省政府主席に転出すると、伍廷颺は一時的に討逆軍第8路軍第4師師長に任じられ軍指揮官に復帰した。しかしまもなく、湖北省政府委員兼建設庁長として黄紹竑の下につく。
翌年12月、黄紹竑が浙江省政府主席に復帰すると、伍廷颺もやはり浙江省政府委員兼建設庁庁長となる。伍廷颺は1946年（民国35年）5月までその地位にあった。1948年（民国37年）、行憲国民大会代表に選出されている。
以後、伍廷颺の行方は不明である。